# Lamativie
Lamativie är en kommun i departementet Lot i regionen Occitanien i södra Frankrike. Kommunen ligger i kantonen Sousceyrac som tillhör arrondissementet Figeac. År 2018 hade Lamativie 55 invånare.

## Befolkningsutveckling
Antalet invånare i kommunen Lamativie
| Referens: INSEE |